# Falconius dubius
Falconius dubius är en insektsart som beskrevs av Günther, K. 1938. Falconius dubius ingår i släktet Falconius och familjen torngräshoppor. Inga underarter finns listade i Catalogue of Life.